# Kristijan Koren
Kristijan Koren (Postumia, 25 novembre 1986) è un ex ciclista su strada sloveno. Passista, professionista dal 2010 al 2023, ha subito una squalifica per doping dal 2019 al 14 maggio 2021.

## Carriera
Inizia la carriera dilettantistica nel 2005 nella squadra slovena Sava; nel 2008 passa alla Perutnina Ptuj, altra formazione slovena, mentre nel 2009 si trasferisce in Italia, nelle file della formazione vicentina Bottoli-Nordelettrica-Ramonda, gareggiando tra i Dilettanti Elite e vincendo due tappe al Girobio.
Passa professionista all'inizio del 2010, quando viene messo sotto contratto dalla Liquigas-Doimo, squadra ProTour diretta da Roberto Amadio. Nell'agosto di quell'anno ottiene il primo successo da pro, aggiudicandosi il Gran Premio Città di Camaiore. Due anni dopo conquista la cronometro finale e la classifica a punti del Giro di Slovenia.
A fine 2017 lasciò la Liquigas (confluita intanto dal 2015 nella Cannondale-Garmin) per vestire la maglia della Bahrain-Merida.
Nell'ottobre 2019 viene sospeso dall'Unione Ciclistica Internazionale per due anni, retroattivamente e fino al 14 maggio 2021, per violazioni del regolamento anti-doping risalenti al 2011-2012 ma emerse solo durante l'operazione "Aderlass" del 2019. Rientrato alle corse al Giro di Slovenia 2021, nel maggio 2022 viene messo sotto contratto dal team Adria Mobil. Il 26 giugno 2022 torna al successo vincendo il titolo nazionale in linea sul traguardo di Maribor.

## Palmarès
- 2004 (Juniores)

Prologo Po Stajerski
- 2006 (Sava, una vittoria)

Campionati sloveni, Prova a cronometro Under 23
- 2007 (Sava, due vittorie)

3ª tappa, 2ª semitappa Steiermark Rundfarth
Campionati sloveni, Prova a cronometro
- 2008 (Perutnina Ptuj, quattro vittorie)

5ª tappa Vuelta a Cuba (Camagüey)
13ª tappa Vuelta a Cuba (L'Avana)
Prologo Istrian Spring Trophy (Pisino)
La Côte Picarde
- 2009 (Dilettanti Elite, Bottoli-Nordelettrica-Ramonda, sei vittorie)

3ª tappa Giro della Regione Friuli Venezia Giulia
Coppa Città di Lonigo
Trofeo Bettoni
8ª tappa Baby Giro (Pennabilli > Bucine)
9ª tappa Baby Giro (Cavriglia > Gaiole in Chianti)
7ª tappa Giro della Valle d'Aosta (Locana > Pont St. Martin)
- 2010 (Liquigas, una vittoria)

Gran Premio Città di Camaiore
- 2012 (Liquigas - Cannondale)

4ª tappa Giro di Slovenia (Lubiana > Lubiana, cronometro) 
- 2022 (Adria Mobil, una vittoria)

Campionati sloveni, Prova in linea Elite

### Altri successi
- 2008

Po Ulicah Ajdovščine, Criterium
- 2009

1ª tappa Giro della Valle d'Aosta (Abondance > Pont-Saint-Martin, cronosquadre)
- 2010

Medvod, Criterium
- 2011

Classifica a punti Giro di Slovenia 
- 2012

Classifica a punti Giro di Slovenia 
- 2018 (Bahrain-Merida)

1ª tappa Hammer Sportzone Limburg (Vaals > Drielandenpunt, prova in linea a squadre)

## Piazzamenti

### Grandi Giri
- Giro d'Italia

2017: 128º
2019: non partito (5ª tappa)
- Tour de France

2010: 91º
2011: 87º
2012: 98º
2013: 100º
2014: 135º
2015: 69º
2016: 152º
2018: 102º

### Classiche monumento
- Milano-Sanremo

2011: ritirato
2012: 88º
2013: 96º
2016: 98º
2017: 117º
2018: 124º
2019: 107º
- Giro delle Fiandre

2011: 95º
2012: squalificato
2013: 37º
2014: 74º
2015: 95º
2018: 46º
2019: 47º
- Parigi-Roubaix

2010: 23º
2011: 78º
2012: ritirato
2013: 83º
2014: 36º
2015: 72º
2016: 108º
2018: ritirato
2019: 30º
- Liegi-Bastogne-Liegi

2010: 78º

### Competizioni mondiali
- Campionati del mondo

Verona 2004 - Cronometro Juniores: 19º
Verona 2004 - In linea Juniores: 47º
Salisburgo 2006 - Cronometro Under-23: 10º
Stoccarda 2007 - Cronometro Under-23: 27º
Stoccarda 2007 - In linea Under-23: 44º
Varese 2008 - Cronometro Under-23: 7º
Varese 2008 - In linea Under-23: 47º
Mendrisio 2010 - In linea Elite: ritirato
Copenaghen 2011 - In linea Elite: 105°
Valkenburg 2012 - Cronosquadre: 4º
Valkenburg 2012 - Cronometro Elite: 17°
Valkenburg 2012 - In linea Elite: ritirato
Toscana 2013 - Cronosquadre: 7º
Toscana 2013 - Cronometro Elite: 50º
Toscana 2013 - In linea Elite: ritirato
Ponferrada 2014 - Cronosquadre: 9º
Ponferrada 2014 - Cronometro Elite: 40º
Ponferrada 2014 - In linea Elite: ritirato
Richmond 2015 - Cronosquadre: 12º
Richmond 2015 - In linea Elite: ritirato
Glasgow 2023 - In linea Elite: ritirato

### Competizioni continentali
- Campionati europei

Valkenburg 2006 - Cronometro Under-23: 5°
Valkenburg 2006 - In linea Under-23: 25°
Sofia 2007 - Cronometro Under-23: 18°
Sofia 2007 - In linea Under-23: 71°
Verbania 2008 - Cronometro Under-23: 10°
Verbania 2008 - In linea Under-23: 6°
Drenthe 2023 - In linea Elite: ritirato